# نواة ذنبية

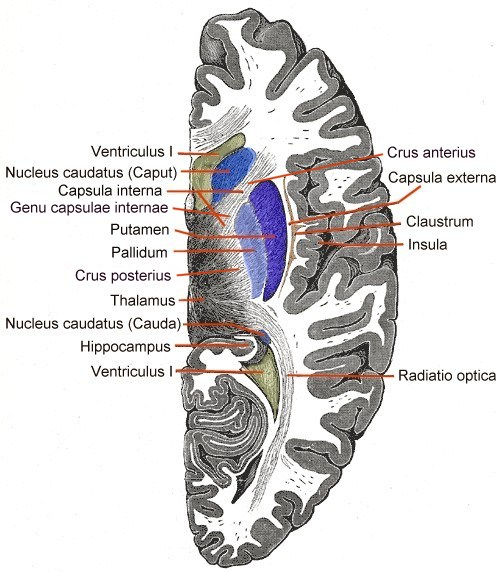
النواة الذنبية يالإنكليزية:Caudate nucleus

النواة الذنبية أو النواة المذنبة (بالإنجليزية: Caudate nucleus)‏ أكبر العقد (الأنوية) القاعدية في الدماغ، تتألف من:
- رأس ضخم في الأمام يشكل الجدار الجانبي للقرن الأمامي للبطين الجانبي.
- جسم في الوسط يستقر فوق ووحشي المهاد، ويحد بينهما تلم يسمى التلم المهادي المخطط، ويسير فيه كل من الوريد المهادي المخطط والحزمة الانتهائية.
- ذيل يسير تحت المهاد وينتهي بالنواة اللوزية.

## الوظائف المعرفية

### تأثيرها على النوم
أظهرت الدراسات ارتباطًا بين الآفات الثنائية في رأس النواة المذنبة عند القطط وانخفاض مدة النوم العميقة أثناء دورة النوم واليقظة، مع نقص المدة الإجمالية للنوم. تأثرت كذلك عملية تحويل الذاكرة قصيرة المدى إلى الذاكرة طويلة المدى بشكل سلبي، ومع ذلك فإن استئصال النوى المذنبة لم يترك تأثيرًا دائمًا على دورة النوم واليقظة عند القطط. قد يعود ذلك إلى الارتباط بين وظائف النواة المذنبة والقشرة الأمامية للمخ في التحكم في مستويات تنشيط الجهاز العصبي المركزي.
أشارت دراسة شملت مخططات الدماغ الكهربائية وصور الرنين المغناطيسي أثناء دورات نوم الإنسان إلى أن النواة المذنبة تظهر نشاطًا منخفضًا أثناء فترات النوم غير العميق، وأثبتت الدراسات التي أجريت على حجم النواة المذنبة عند المصابين بمتلازمة نقص التهوية المركزية الخلقية، وجود علاقة بين المتلازمة وبين نقص حجم النوى المذنبة. متلازمة نقص التهوية المركزية الخلقية هي اضطراب وراثي يؤثر على دورة النوم بسبب انخفاض معدل التنفس، ولذلك اقتُرح أن النواة المذنبة تلعب دورًا فعالًا في دورات النوم عند الإنسان.

### المشاعر
تتدخل النواة المذنبة في الاستجابات العصبية للجمال البصري، وقد اقترحت الدراسات أن لها دورًا أساسيًا في التأثير على الارتباطات العصبية لموضوع الجمال. تتحكم النواة المذنبة أيضًا في سلوكيات الارتباط والتعلق والتأثير العاطفي، فالقطط التي أزيلت النوى المذنبة لديها تقترب باستمرار من الأشياء وتتبعها في محاولة للتواصل معها. يرتبط حجم الاستجابات السلوكية بمدى إزالة النوى، إذ تظهر تقارير المرضى الذين يعانون من ضرر جزئي في النواة المذنبة أعراضًا مثل فقدان القدرة على القيادة، واضطراب الوسواس القهري، وفرط النشاط. يمكن تصنيف معظم هذه الحالات على أنها مرتبطة بسلوكيات التعلق التي تؤثر عليها النواة المذنبة بشكل مباشر.

### اللغة
كشفت دراسات التصوير العصبي أن الأشخاص الذين يمكنهم تكلم عدة لغات ينشطون مناطق الدماغ نفسها تمامًا بغض النظر عن اللغة التي يتحدثونها. بحثت دراسة أجريت في عام 2006 هذه الظاهرة وأظهرت تحكم النواة المذنبة في اللغة. ترتبط التشوهات الموضعية في السطح الأنسي للنواة المذنبة بنقص القدرة على التعلم اللغوي عند الإناث وضعفًا في مهام الذاكرة العاملة والإمكانات اللغوية عند الذكور، وبشكل أكثر تحديدًا ربطت الدراسات بين حجم النواة المذنبة والأداء اللغوي واللفظي.

## الأهمية السريرية

### مرض الزهايمر
اقترحت دراسة أجريت عام 2013 وجود صلة بين مرض الزهايمر والنواة المذنبة. استخدمت صور الرنين المغناطيسي للمقارنة بين حجم النوى المذنبة عند مرضى الزهايمر ومتطوعين أصحاء، ووجدت الدراسة انخفاضًا مهمًا في حجم النواة المذنبة عند مرضى الزهايمر بالمقارنة مع المتطوعين العاديين، ومع أن هذا الارتباط لا يعني بالضرورة وجود علاقة سببية، لكن قد يكون لنتائج هذه الدراسة فوائد على التشخيص المبكر لمرض الزهايمر.

### داء باركنسون
قد يكون داء باركنسون أكثر اضطرابات العقد الدماغية القاعدية التي دُرست بشكل مفصل في السنوات السابقة. يتدرج الاضطراب التنكسي العصبي في داء باركنسون بداية من الأعراض المرتبطة بالحركة (أكثر الأعراض شيوعًا هي الرجفان أثناء الراحة والصلابة العضلية والتوتر) وصولًا إلى درجات مختلف من تدهور الوظائف المعرفية والإدراكية بما في ذلك الخرف. يستنفد داء باركنسون الخلايا العصبية الدوبامينية في مسار الدوبامين المتصل برأس النواة المذنبة. ربطت العديد من الدراسات بين فقدان الخلايا العصبية الدوبامينية التي ترسل محاور عصبية إلى النواة المذنبة ودرجة الخرف الذي يحدث عند مرضى باركنسون. ترتبط النواة المذنبة أيضًا بالضعف الإدراكي والمعرفي الذي يحدث في سياق داء باركنسون.

### انفصام الشخصية
ربطت دراسة أجريت في عام 2004 بين حجم المادة البيضاء في النواة المذنبة واضطراب انفصام الشخصية. استخدمت هذه الدراسة التصوير بالرنين المغناطيسي لمقارنة الحجم النسبي للمادة البيضاء في النواة المذنبة عند مرضى الفصام، وأظهرت أن هؤلاء المرضى لديهم أحجام أصغر من المادة البيضاء في النواة المذنبة مقارنة بالأشخاص الأصحاء.